# タム‐ダンコフ近似
原子核物理学においてタム‐ダンコフ近似（タム‐ダンコフきんじ、英: Tamm–Dancoff approximation, TDA）とは、粒子・空孔対と呼ばれる素励起モード状態について、それぞれの素励起の数をある値（通常は1）までに制限する近似のことで、ソ連の物理学者イーゴリ・タムが1945年に、アメリカの物理学者シドニー・ダンコフが1950年に、それぞれ独立に導き出した事に因んで名付けられた。
乱雑位相近似は、1つの状態における粒子および空孔の数が一定でなく（ただし粒子数=空孔数）、さまざまな数の重ね合わせになっている。乱雑位相近似は「新タム-ダンコフ近似」と呼ばれることもある。
タム-ダンコフ近似の基底状態は、ハートリー＝フォック近似の基底状態となる。また励起エネルギーが0となることは通常は起こらないため、タム‐ダンコフ近似ではハートリー＝フォック近似での基底状態の不安定化を調べることはできない。